# Arabischer Gürtel

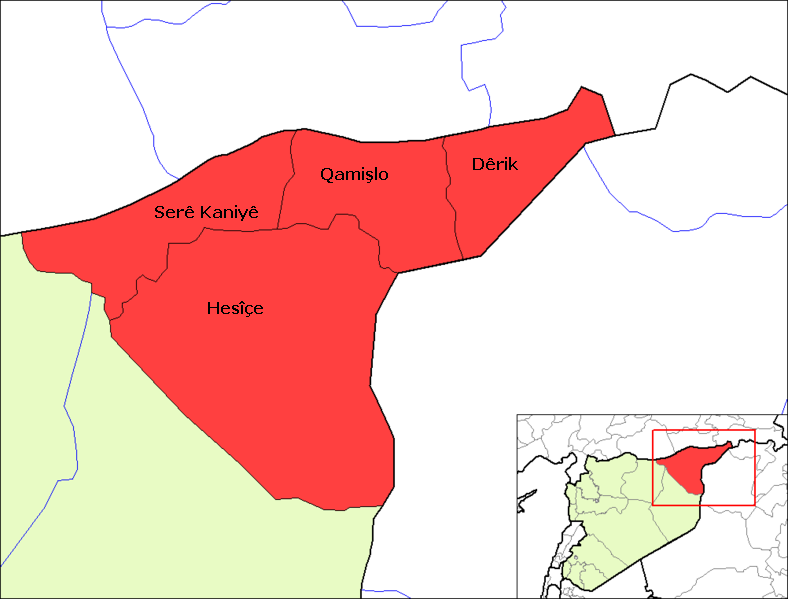
Vom „Arabischen Gürtel“ betroffene Distrikte der Provinz al-Hasaka (Kurdische Bezeichnungen)

Der Arabische Gürtel (arabisch الحزام العربي al-hizām al-ʿarabi) war ein Arabisierungs-Projekt der syrischen Baath-Regierung im Norden des Gouvernements al-Hasaka, um die ethnische Bevölkerungszusammensetzung in kurdischen Gebieten zugunsten der Araber zu verändern.

## Planung
Die Baath-Partei putschte sich 1963 in Syrien an die Macht und beschloss 1965 den 350 km langen und 10–15 km breiten Arabischen Gürtel” entlang der türkischen Grenze zu errichten. Dieser erstreckte sich von der irakischen Grenze im Osten bis nach Raʾs al-ʿAin im Westen. Nach einem erneuten Putsch innerhalb der Baath-Partei konnte sich Hafiz al-Assad 1970 als Staatsoberhaupt Syriens durchsetzen und begann 1973 mit der Durchführung des Planes. Der Projektname wurde kurz vor Durchführung offiziell in „Plan zur Errichtung staatlicher Modellfarmen in der Dschazīra-Region“ geändert.

## Durchführung
41 arabische Dörfer wurden im Verlauf errichtet und zudem alle kurdischen Ortsnamen des Gebietes arabisiert. Zur Bevölkerung der errichteten Dörfer wurden ca. 4.000 arabische Familien aus den Provinzen ar-Raqqa und Aleppo, wo sie zuvor ihre Häuser durch die Errichtung der Tabqa-Talsperre verloren hatten, angesiedelt. Diese Araber werden unter anderem als Machmurin (مغمورين Maġmūrīn, dt. von der Überflutung betroffene) bezeichnet. Bei diesen Maßnahmen wurden ca. 2 Millionen Hektar kurdischer Anbaufläche enteignet und den neu angesiedelten Arabern zugesprochen. Gemäß dem ursprünglichen Plan sollten darüber hinaus etwa 140.000 Kurden in die südlichen nahen Wüsten bei Al-Raad deportiert werden. Obwohl die kurdischen Bauern enteignet wurden, weigerten sie sich wegzuziehen und ihre Häuser aufzugeben. Unter diesen Bauern durften diejenigen, die man zu Ausländern erklärt hatte, keinen Besitz haben, keine Häuser reparieren oder neue Häuser bauen.
| Heutiger Distrikt | Kurdischer Name | Arabisierter Name | Anzahl errichteter arabischer Dörfer |
| ----------------- | --------------- | ----------------- | ------------------------------------ |
| al-Malikiya       | Dêrik           | al-Malikiya       | 8                                    |
| al-Qamischli      | Qamişlo         | al-Qamischli      | 14                                   |
| Ra's al-'Ayn      | Serê Kaniyê     | Raʾs al-ʿAin      | 15                                   |

## Hintergrund
Die vom „Arabischen Gürtel“ betroffenen kurdischen Gebiete sind reich an Erdölvorkommen sowie fruchtbarem Ackerland. Im Distrikt al-Malikiya werden ca. 50 bis 60 Prozent der syrischen Erdölvorkommen vermutet.